# Bozót-hikori
A bozót-hikori (Carya floridana) a bükkfavirágúak (Fagales) rendjébe sorolt diófafélék (Juglandaceae) családjában a hikoridió (Carya) nemzetségben a valódi hikorik (Carya fajcsoport) egyik faja. Az egyes tájegységeken számos népi neve ismert.

## Származása, elterjedése
Tudományos neve arra utal, hogy az atlantikus–észak-amerikai flóraterület atlanti–mexikói flóratartományában, a Floridában endemikus (a félsziget középső részén található Osceola megye környékén). 

## Megjelenése, felépítése
Habitusa a texasi hikoridióéra (Carya texana) emlékeztet. Jellemző sajátosságai a rügyeit és a levelek fonákát borító rozsdaszínű pikkelyek. A két faj rendkívül közel áll egymáshoz, még dióolajuk olajsav-összetétele is gyakorlatilag azonos. Leginkább élőhelyük alapján különíthetők el.
Kedvezőtlenebb termőhelyeken nagy bokor marad, másutt a 15–20 m magas fává nőhet.

## Felhasználása
Diója az összes hikori közül a legnagyobb kalóriatartalmú. Főleg az emlősök (rágcsálók, fekete medve, rókák, mosómedvék) és a vastag, kemény héj átrágására specializálódott rovarok eszik.